# Брекон
Бре́кон (англ. Brecon, валл. Aberhonddu) — город в Уэльсе, Великобритания.

## География
Город Брекон расположен в центральной части Уэльса, в графстве Поуис, в месте впадения реки Хонду в реку Уск. Население его составляет около 8 тысяч человек; ещё около 6 тысяч жителей — в окружающих Брекон пригородах и на хуторах. Сразу за южной границей города начинается территория Брекон-Биконского национального парка. Из Брекона открывается хороший вид на Брекон-Биконские горы и Пен-и-Фан, высочайшую гору в южной части Британии (выс. 886 метров).

## История
Первые человеческие поселения на месте Брекона появились 4-5 тысяч лет назад. Во времена античности в его окрестностях находился древнеримский военный лагерь. Нынешний город был основан в XII столетии после возведения здесь норманнского замка Бернардом де Нёфмаршем в конце XI века и бенедиктинского монастыря. В XVII веке, во время Гражданской войны в Англии, жители города снесли замок и часть городских укреплений — чтобы не привлекать внимания борющихся сторон. В XIX веке город, называвшийся тогда Брекнок, становится центром существовавшего графства Брекнокшир, ныне не существующего. В 1923 году старая норманнская церковь Брекона, с образованием нового католического диоцеза Брекон и Суонси, преобразуется в кафедральный собор этого диоцеза.
Ежегодно в августе в центральной части Брекона, как правило под открытым небом, проходит Бреконский джазовый фестиваль (Brecon Jazz Festival).